# Německá říšská strana
Německá říšská strana (německy Deutsche Reichspartei) byla krajně pravicová strana působící v Západním Německu v padesátých a první polovině šedesátých let dvacátého století.

## Historie strany
Německá říšská strana byla založena v roce 1950. Oficiálně se distancovala od nacismu a Adolfa Hitlera a hlásila se spíše k období císařského Německa (1870–1918). V roce 1952 do strany vstoupila řada členů federálním ústavním soudem rozpuštěné Socialistické říšské strany a strana se posunula blíže k neonacistické ideologii. Německá říšská strana nedosáhla významných volebních úspěchů. V roce 1964 byla na svém posledním sjezdu symbolicky rozpuštěna a krátce nato vznikla nástupnická Národně demokratická strana.